# 小行星17904
小行星17904（17904 Annekoupal）是一颗绕太阳运转的小行星，为主小行星带小行星。该小行星于1999年3月19日发现。

## 轨道参数
小行星17904的轨道半长轴为2.2844527 UA，离心率为0.099。